# Dorothée Selz
Dorothée Selz (París, 1946) és una artista experimental i conceptual que es dedica principalment a l'escultura efímera i a la pintura. Les seves pràctiques artístiques són properes a l'Eat Art, creat per Daniel Spoerri. Actualment viu i treballa a la seva ciutat natal.
Amb unes obres situades entre l'escultura i la intervenció pictòrica, Dorothée Selz (París, 1946) va desplegar a la Barcelona dels anys setanta una notable trajectòria que la duria el 1975 a la Sala Vinçon i el 1983 a exposar a l'Espai 10 de la Fundació Joan Miró.
Als anys seixanta i setanta va desenvolupar la seva trajectòria a Barcelona al costat d'Antoni Miralda, Joan Rabascall i Jaume Xifra.
El 1973, i en relació amb el moviment feminista i pop, Dorothée Selz va exhibir la sèrie Mimetisme relatiu, en la qual ridiculitza la imatge seductora de la dona creada per les revistes i la publicitat, amb un esperit crític i humorístic, a partir de collages amb imatges de les revistes mateixes i fotografies de l'artista imitant les actituds de les models en la publicitat. El 1975 la sèrie va ser exposada a la Sala Vinçon en una exposició que tenia el mateix nom.
A Femme Panthère – Allen Jones (Dona pantera – Allen Jones), Selz critica les escultures eròtiques d'Allen Jones, com ara Hatstand, Table, Chair (Penjador, Taula, Cadira, 1969), en les quals la dona es mostra erotitzada com una peça de mobiliari. Jones va ser molt criticat per aquesta sèrie, en la qual es basen les escultures del Korova Milk Bar de La taronja mecànica de Stanley Kubrick.